# Amityville Possession
Amityville Possession (Amityville II: The Possession) è un film horror del 1982 diretto da Damiano Damiani, prequel del primo film, Amityville Horror, del 1979.
Pur essendo cronologicamente successivo di tre anni al primo film, questa pellicola fu ispirata dai sanguinosi fatti di cronaca che avvennero l'anno prima (il 1974) degli eventi paranormali raccontati invece nel primo film, nella casa di 112 Ocean Avenue di Amityville, a Long Island, Stati Uniti e, in particolare, della strage di Ronald DeFeo Jr.

Se il primo film del 1979 fu ispirato dagli eventi paranormali del 1975 accaduti alla famiglia Lutz descritti nel libro Orrore ad Amityville di Anson del 1977, la pellicola di Damiani fu invece ispirata dal libro Murder in Amityville, del 1979, a cura dello scrittore Hans Holzer, che intervenne nell'analisi dei fenomeni, in particolare sulla raccolta delle informazioni sulla strage DeFeo del 1974, indagini che continuarono anche nella sua successiva raccolta The Amityville Curse del 1981.

Successivi sequel sull'argomento, furono sempre ispirati agli eventi accaduti intorno alla casa 112 Ocean Avenue di Amityville.

## Trama
Su ispirazione del vero caso di cronaca della famiglia DeFeo del 1974, il film racconta di una famiglia italo-americana di Long Island, i Montelli, che si trasferisce nella casa di 112 Ocean Avenue.
Diversi fenomeni inspiegabili iniziano subito ad inquietare la famiglia: madre Dolores è la prima a intuire che qualcosa non va e contatta un sacerdote, padre Adamsky. Purtroppo, prima che questi possa intervenire, il figlio Sonny viene posseduto da un demonio che, usando il suo corpo, dapprima ha un rapporto incestuoso con la sorella, poi stermina a colpi di fucile il resto della famiglia.
 Arrestato, Sonny non si ricorda nulla di quel che ha fatto, mentre padre Adamsky lo va a trovare in cella; il prete, convinto di volerlo esorcizzare, lo libera quindi dalla prigione per portarlo in chiesa ma, davanti ad essa questi scappa e torna nella casa degli orrori. A quel punto padre Adamsky lo raggiunge e, in un disperato ultimo tentativo, riesce a liberare Sonny. Questo viene portato via dalla casa dalla polizia mentre, padre Adamsky, seduto sul pavimento, reduce dallo sforzo estremo, rimane posseduto dal demone.

## Accoglienza
Fortunata produzione di Dino De Laurentiis (che nello stesso anno si occupò anche di Conan il barbaro e Halloween III - Il signore della notte), numerosi furono i lavori per il film di stampo italiano. Nella sceneggiatura inoltre, preziosi furono gli interventi di Tommy Lee Wallace, che aveva appena diretto, appunto, Halloween III - Il signore della notte.

La regia di Damiani fu apprezzata soprattutto per la particolare sequenza in soggettiva del demonio stesso, nel momento in cui s'impossessa di Sonny.

Per il ruolo di Anthony, il padre di Sonny, fu chiamato l'italo-americano Burt Young, all'apice della sua carriera nel ruolo del cognato del pugile Rocky. In quel periodo, l'attore fu molto impegnato a girare ben altri due film, Cercando di uscire e Rocky III. Le critiche alla recitazione dell'attrice lettone Rutanya Alda invece, che interpretò la madre Dolores, furono talmente severe che ottenne la nomination al premio "Razzie Award alla peggior attrice non protagonista". 

La giovane attrice Diane Franklin invece, che interpretò la sorella Patricia, sposerà, anni più tardi, uno dei nipoti del produttore, Ray De Laurentis.

All'inizio del film, i bambini identificano lo specchio d'acqua di fianco alla casa con un lago, in realtà è uno dei fiordi della Grande baia meridionale di Long Island.

## Sequel
- Amityville 3D (Amityville 3-D) (1983)
- Amityville Horror - La fuga del diavolo (Amityville: The Evil Escapes) (1989)
- Amityville - Il ritorno (The Amityville Curse) (1990)
- Amityville 1992 (Amityville 1992: It's About Time) (1992) inedito in Italia
- Amityville - A New Generation (Amityville - A New Generation) (1993) inedito in Italia
- Amityville Dollhouse (Amityville: Dollhouse) (1996)
- Amityville Horror (The Amityville Horror) (2005)
- The Amityville Haunting (The Amityville Haunting) (2011) inedito in Italia
- The Amityville Asylum (The Amityville Asylum) (2013)
- Amityville - Il risveglio (Amityville: The Awakening) (2017)